# Périco Légasse
Pour les articles homonymes, voir Légasse.
Périco Légasse est un journaliste, chroniqueur gastronomique et homme politique français né le 21 mars 1959 à Boulogne-Billancourt (Hauts-de-Seine).

## Biographie

### Origines familiales
Issu d’une famille de la bourgeoisie basque, la famille Légasse, Périco Olivier Sébastien Légasse naît à Boulogne-Billancourt le 21 mars 1959 de Marc Légasse, écrivain et homme politique basque (fondateur du mouvement autonomiste au Pays basque français après la Seconde Guerre mondiale), et de Jacqueline Laruncet (1929-2011), fille de Jacques Laruncet, directeur de la maison Molyneux, célèbre parfumeur des années 1920, à Paris. Il est aussi l'arrière petit-fils du peintre Perico Ribera (1867-1949), dont il porte le prénom.

### Journalisme
Après son baccalauréat, Périco Légasse débute au Matin de Paris à la régie publicitaire, aux côtés de Vincent Lindon, pas encore acteur, comme chef de publicité chargé des petites annonces de la fonction publique territoriale. Il rejoint Jean-François Kahn à L'Événement du jeudi en 1987, puis à l'hebdomadaire Marianne, où il est aujourd'hui chroniqueur gastronomique (il y tient la chronique hebdomadaire “La France de Périco”) et rédacteur en chef de la rubrique « Savoir-vivre ».
En 2001, il commence son parcours d'animateur télé sur la chaîne Voyage, où il anime l'émission Les Carnets de Périco et collabore de 2005 à 2007 à l'émission Ça se bouffe pas, ça se mange de Jean-Pierre Coffe sur France Inter.
En 2003, il co-écrit, avec l'écrivain universitaire Danièle Sallenave, Nos amours de la France : République-identités-régions aux éditions Textuel, tentative de « compromis » entre une jacobine orthodoxe et un défenseur des particularismes locaux.
Après un passage sur France 3 dans l'émission À la carte, il anime de 2009 à 2011 sur la chaîne parlementaire de l'Assemblée nationale l'émission mensuelle Toques et politique : invités du centre de formation Alain Ducasse, deux députés de la même région et de bords politiques opposés, débattent de questions sociales et politiques où le patrimoine alimentaire sert de fil conducteur, notamment les problèmes posés par l'industrie agroalimentaire, la publicité pour des produits sucrés et la grande distribution. L'émission est supprimée, en 2011, sur décision de Gérard Leclerc, président de LCP-AN, à la suite des critiques de certains députés, dont Catherine Vautrin ou Jean-Christophe Lagarde, s'étonnant du mélange des genres entre politique et gastronomie. Il est de retour en janvier 2015 sur Public Sénat avec l'émission Manger c'est voter.
De janvier à juin 2012, on le retrouve tous les vendredis sur France Inter dans l'émission Les Affranchis, animée par Isabelle Giordano.
Depuis septembre 2011, il anime l'émission La bonne étape de Périco Légasse sur TV Tours-Val de Loire.
Il tient une chronique gastronomique hebdomadaire dans le quotidien Paris Normandie de septembre 2016 à mars 2020.
Il est régulièrement invité sur les ondes lorsque l'actualité touche à des questions alimentaires, agricoles ou gastronomiques.

### Prises de position et engagement politique
Périco Légasse déclare voter Nicolas Dupont-Aignan lors de l'élection présidentielle française de 2012.
Le 12 décembre 2015, à la veille du second tour des élections régionales, il publie dans Le Figaro un billet d'humeur, dans lequel il critique le Premier ministre : « Manuel Valls et la guerre civile : le coup de gueule de Périco Légasse ».
Déjà élu local en tant que conseiller municipal à Azay-le-Rideau (délégué culture tourisme), il conduit en Indre-et-Loire la liste LREM-MoDem, menée au niveau régional par le ministre Marc Fesneau, pour les élections régionales de 2021 en Centre-Val de Loire. Il est élu conseiller régional à l'issue de celles-ci.
Il déclare dans Estelle Midi en septembre 2021 approuver la position du polémiste Éric Zemmour sur l'interdiction des prénoms à consonance arabe, affirmant que le prénom Mohammed était donné pour rendre hommage à Mohammed Merah. Ces déclarations déclenchent une controverse au niveau local ; deux membres de LREM désapprouvent publiquement ces propos,.

### Vie privée
Marié en septembre 2007, à La Chaussée-Saint-Victor, avec Natacha Polony,, journaliste à Europe 1, Paris Première, chroniqueuse au journal Le Figaro et depuis 2018, directrice de la rédaction de Marianne, il est père de quatre enfants dont trois avec Natacha Polony, qui sont nés en 2007, 2011 et 2013.

## Distinction
- 2009 :  Chevalier de l'ordre du Mérite agricole[13]

## Critique gastronomique
Critique gastronomique défenseur des filières alimentaires traditionnelles, engagé pour la cause du « goût juste » et spécialisé dans les problèmes de consommation, il s'oppose régulièrement à une certaine industrie agroalimentaire qu'il accuse de dénaturer les produits agricoles, en particulier au groupe laitier Lactalis coupable, selon lui, de porter préjudice au patrimoine fromager de la France par la dénaturation du lait cru, notamment le camembert de Normandie ; un combat qu'il mène depuis une quinzaine d'années dans Marianne et dont l'aboutissement a été le documentaire Ces fromages qu'on assassine réalisé par Joël Santoni ; il y révèle, aux côtés de son collègue suédois Erik Svenson, l'ampleur du danger menaçant les produits de terroir — une émission qui, à la façon du film Mondovino, fait part de la nécessité de préserver les fromages au lait cru.
Défenseur du principe de l'appellation d'origine contrôlée (AOC), Périco Légasse dénonce les dérives mercantiles d'une agriculture intensive soumise à la pression des lobbies industriels et de la grande distribution. Dans cet esprit, il a créé les « Mariannes du vin », qui récompensent chaque année dix vignerons français « respectueux de l'esprit et des valeurs de l'AOC ».
En 2008, il est le journaliste qui mène l'enquête dans le film Nos enfants nous accuseront, réalisé par Jean-Paul Jaud, dont le thème central est l'empoisonnement des aliments par les « intrants » de synthèse (pesticides, fongicides, engrais minéraux, etc.) de l'agrochimie.
En avril 2009, pour l'ouverture de la Foire aux vins et aux fromages de Coulommiers, il préside au théâtre de la ville une conférence-débat suivi d'une projection (Ces fromages qu'on assassine). Il préside lors de la Foire le jury chargé d'élire le meilleur coulommiers au lait cru. Il persuade alors les élus et les professionnels de Seine-et-Marne (agriculteurs producteurs fermiers, industriels et artisans transformateurs), dont le député-maire de Coulommiers Franck Riester, de déposer à l'INAO une demande de protection de l'appellation d'origine du brie de Coulommiers — projet qui est en cours à la suite de la création d'un syndicat de défense du « brie de Coulommiers ».
Périco Légasse fait vinifier quelques hectolitres de chenin dans le vignoble d'Azay-le-Rideau, en Touraine, qu'il ne commercialise pas. Il est, en 1989, l'un des quatre fondateurs des Chevaliers bannerets du vieux chenin et du grolleau de Ridel, confrérie bachique dont la mission est de promouvoir les vins de l'appellation d'origine Touraine-Azay-le-Rideau.
En décembre 2009, il lance, avec son confrère Bernard Pivot, le Comité de défense du beaujolais, jury décernant chaque année un prix du meilleur beaujolais et du meilleur beaujolais-villages pour dénoncer le « lynchage médiatique » et les anathèmes publics dont sont victimes ces vins depuis une dizaine d'années, notamment à Lyon et à Paris. En 2010, il reçoit le prix Victor-Perret, décerné, à Juliénas, à ceux dont les écrits ont défendu la cause des vins du Beaujolais.
En mars 2010, le ministre Hervé Novelli l'intègre au comité de pilotage de la restauration chargé de faire des propositions en vue de la baisse du taux de la TVA appliqué au secteur à 5,5 %. Il y conteste le choix du gouvernement de décréter la triple option : baisse des prix, augmentations salariales, créations d'emplois, considérant que les deux premières sont aléatoires et invérifiables.
En février 2012, sur les traces de Michel Onfray et en bonne intelligence avec le philosophe, il fonde, avec le soutien de la municipalité de Granville et du conseil général de la Manche, l'« université populaire du Goût de Granville et du Cotentin ».
En janvier 2013, Stéphane Le Foll, ministre de l'Agriculture, de l'Agroalimentaire et de la Forêt, le nomme président des Trophées de l'agroécologie en remplacement d'Erik Orsenna. Créés en 2008 par Michel Barnier, ministre de l'Agriculture, pour récompenser les chefs d'exploitations agricoles conciliant à la fois performance économique et protection de l'environnement, les Trophées sont un concours doté d'un prix de 10 000 euros (don du Crédit agricole) décerné chaque année par un jury composé de représentants du monde agricole.
En juin 2013, il organise et anime, à Poitiers, avec le journal Marianne et le conseil régional de Poitou-Charentes, présidé par Ségolène Royal, dans le cadre des Assemblées de Marianne, un colloque sur le thème « Qu'est-ce qu'ils nous font manger », auquel participent Stéphane Le Foll, ministre de l'Agriculture, Christiane Lambert, présidente par intérim de la FNSEA, Michel Onfray, Élisabeth de Fontenay, Jack Lang, Jean-Pierre Coffe, Yves Cochet, Alain Ducasse, etc.
En avril 2016, il publie À table citoyens ! : pour échapper à la malbouffe et sauver nos paysans, appel pour un sursaut alimentaire émancipateur des systèmes qui aliènent le consommateur (industrialisation des campagnes, grande distribution et pub addictive).
Il tient une chronique gastronomique tous les vendredis dans le quotidien Paris Normandie depuis septembre 2016.

## Publications
- Nos amours de la France, avec Danièle Sallenave, entretien avec Philippe Petit, éditions Textuel, 2002
- À boire et à manger, avec Roger Feuilly, éditions Labor (Belgique), 2006  (ISBN 2804022374)
- Dictionnaire impertinent de la gastronomie, illustrations de Tignous, Bourin Éditeur, 2012
- À table citoyens ! : pour échapper à la malbouffe et sauver nos paysans, éditions du Cerf, 2016
- Du panier à l'assiette, alimentation, grande distribution, agriculture, avec Serge Papin, éditions Solar, 2018.

## Médias

### Télévision
- De septembre 2011 à mai 2021, il anime l'émission La bonne étape de Périco Légasse sur TV Tours Val de Loire.
- De janvier 2015 à 2021, il anime l'émission Manger c’est voter sur Public Sénat[19].
- Depuis janvier 2018, il est présent sur LCI dans l'émission « 24H Pujadas » de David Pujadas et « Le Grand Dossier » d'Hélène Lecomte.

### Radio
- De septembre 2015 à juin 2018, il tient une chronique sur Radio Classique le mercredi à 19 h 50 dans l'émission Culture soir de Patrick Poivre d'Arvor[20].
- Depuis septembre 2021, il est chroniqueur de l'émission Estelle Midi-On ne va pas se mentir sur RMC, également diffusée sur la chaîne RMC Story.

## Filmographie
- Ces fromages qu'on assassine, documentaire de Joël Santoni, diffusé sur France 3 le 26 décembre 2007, puis sur France 5 (DVD, catalogue BNF (FRBNF42131026))
- Nos enfants nous accuseront, documentaire de Jean-Paul Jaud, sorti sur les écrans le 5 novembre 2008
- Le Sang de la vigne (épisode 21, « Le vin nouveau n'arrivera pas ») de Franck Mancuso : Francis Dujarry, 2016